# Ophidiaster hemprichi
Ophidiaster hemprichi är en sjöstjärneart som beskrevs av Müller och Franz Hermann Troschel 1842. Ophidiaster hemprichi ingår i släktet Ophidiaster och familjen Ophidiasteridae. Inga underarter finns listade i Catalogue of Life.